# 25 de maig
El 25 de maig és el cent quaranta-cinquè dia de l'any del calendari gregorià i el cent quaranta-sisè en els anys de traspàs. Queden 220 dies per a finalitzar l'any.
El 25 de maig és el Dia d'Àfrica. És un dia internacional promocionat per l'ONU en record de la fundació de l'Organització per a la Unitat Africana.

## Esdeveniments
Països Catalans
- 945 - Marganell, Bages: se signa l'acta fundacional del monestir de Santa Cecília de Montserrat.[2]
- 1448 - terratrèmol amb epicentre entre Cardedeu i Llinars del Vallès, que va causar danys molt importants en nombroses poblacions (Papiol, Sentmenat, Montornès del Vallès), i a la muralla de Barcelona.[3]
- 1810 - la Vall d'Aran: les tropes napoleòniques ocupen la vall (Guerra del Francès).
- 1899 - Últim número de Quatre gats, setmanari artístic i literari que havien creat Pere Romeu, Ramon Casas i Miquel Utrillo.[4]
- 1933 - Barcelona: el Parlament de Catalunya aprova l'Estatut Interior de Catalunya, la primera forma d'autogovern des de la supressió de la Mancomunitat.
- 1939 - Seta: Surt el buc Sinaia, amb 1500 republicans espanyols, cap a Veracruz, Mèxic.[5]
- 1938 - Bombardeig del Mercat Central d'Alacant per part de l'aviació feixista italiana amb més de 300 morts.

Resta del món
- 240 aC - Primer pas periheli registrat del cometa de Halley.[6]
- 1521 - Worms (Sacre Imperi Romagermànic): es promulga l'edicte de Worms. S'hi proscriu Martí Luter per les seves tesis reformistes i se n'ordena l'empresonament i la crema dels seus llibres.
- 1810 - Revolució de Maig al Virregnat del Riu de la Plata, primera revolució que va tenir èxit al procés d'independència de Sud-amèrica.
- 1819 - Buenos Aires, Argentina: el Congrés de Tucumán promulga una Constitució, que serà rebutjada per les províncies.
- 1870 - París: s'estrena el ballet Coppélia de Léo Delibes, a la Salle Le Peletier, aleshores seu de l'Òpera de París.
- 1946 - Jordània: s'independitza de la Societat de Nacions.
- 1961 - Estats Units d'Amèrica: John F. Kennedy anuncia al Congrés el seu objectiu de fer arribar un home a la Lluna durant la dècada del 1960.
- 1977 - S'estrena la pel·lícula La guerra de les galàxies.
- 2012 - El Dragon de SpaceX es converteix en la primera nau espacial comercial que s'acobla amb l'Estació Espacial Internacional.[7]
- 2020 - Minneapolis, Minnesota, EUA: George Floyd mor per l'asfixia causada per un agent de la policia municipal. El fet generarà una gran onada de protestes.
- 2024 - Bilbao, País Basc: el primer equip femení de futbol del FC Barcelona guanya la seva tercera Lliga de Campions. S'imposa a l'Olympique de Lió per 2 a 0 a la final.[8]

## Naixements
Països Catalans
- 1853:
  - Vila-seca, Tarragonès: Maria Elena Maseras i Ribera, metgessa i pedagoga catalana.[9]
  - Barcelona: Jaume Gustà i Bondia, arquitecte català (m. 1932).[10]
- 1674 - Morella: Carles Gassulla d'Ursino, jurista, polític, dramaturg i poeta valencià.
- 1855, Cummertrees: Florence Dixie, viatgera i escriptora escocesa, corresponsal de guerra i feminista (m. 1905).[11]
- 1893 - Buenos Aires: Rosa Estaràs i Valeri, mestra que contribuí a la renovació educativa a les Balears a principi del segle xx (m.1972).[12]
- 1930 - Sabadell: Joaquim Piña i Batllevell, jesuïta català (m. 2013).[13]
- 1944 - Barcelona: Carles Miralles i Solà, poeta, hel·lenista i crític literari català.
- 1951 - Terrassa: Dolors Puig i Gasol, enginyera tècnica i política catalana, ha estat diputada al Congrés dels Diputats.[14]
- 1961 - Lleida: Núria Perpinyà i Filella, escriptora catalana.[15]
- 1989 - Barcelona: Esteve Rabat i Bergada, més conegut com a Tito Rabat, pilot de motociclisme.

Resta del món
- 1616, Florència (Gran Ducat de Toscana): Carlo Dolci, pintor italià del Barroc (m. 1686).[16]
- 1668, Tongcheng, Zongyang, Anhui (Xina): Fang Bao (1668-1749) escriptor, poeta, acadèmic i filòsof xinès durant la primera etapa de la dinastia Qing (m. 1749).[17]
- 1803, Boston, Massachusetts (EUA): Ralph Waldo Emerson, assagista, filòsof i poeta estatunidenc (m. 1882).[18]
- 1821, Venlo, Regne Unit dels Països Baixos: Henri Alexis Brialmont, enginyer militar i general (m. 1903).[19]
- 1847, Anvers: Alphonse Goovaerts, compositor i musicòleg belga.
- 1865:
  - Zonnemaire, Zelanda, Països Baixos: Pieter Zeeman, físic neerlandès, Premi Nobel de Física del 1902 (m. 1943).[20]
  - Nova York, EUA: John Raleigh Mott, Premi Nobel de la Pau de 1946 (m. 1955).[21]
- 1913, Buford, Geòrgia: Brownie Wise, llegendària venedora i empresària, responsable de l'èxit de Tupperware (m. 1992).[22]
- 1921, Bad Kissingen, Baviera (Alemanya): Jack Steinberger, químic i físic estatunidenc d'origen alemany, Premi Nobel de Física de l'any 1988.[23]
- 1922, Sàsser (Sardenya): Enrico Berlinguer, polític italià, secretari general del Partit Comunista Italià (PCI) des de 1972 fins a la seva mort (m. 1984).[24]
- 1925:
  - Barstow, Califòrnia: Jeanne Crain, actriu estatunidenca (m. 2003).[25]
  - Catània (Itàlia): Aldo Clementi, fou un compositor italià de la segona meitat del segle xx (m. 2011).[26]
  - Mèxic, D. F.: Rosario Castellanos, una de les escriptores mexicanes més importants del segle xx.[27]
- 1929, Brooklyn, Nova York: Beverly Sills, de nom real Belle Silverman, cantant d'òpera americana (m. 2007).[28]
- 1930, París: Sonia Rykiel, modista i dissenyadora francesa (m. 2016).[29]
- 1938, Clatskanie, Oregon (EUA): Raymond Carver, poeta i escriptor de contes estatunidenc (m. 1988).[30]
- 1953, Nova York: Eve Ensler, dramaturga, feminista i activista social estatunidenca autora d'Els monòlegs de la vagina.[31]
- 1958, Woking, Anglaterra: Paul Weller, músic anglès, membre de The Jam i The Style Council.[32]
- 1969, Aurora (Ohio), (EUA): Anne Heche, actriu nord-americana.

## Necrològiques
Països Catalans
- 1364 - Barcelonaː Francesca Saportella, abadessa de Santa Maria de Pedralbes de 1336 fins a la seva mort.[33]
- 1881 - Barcelona: Gertrudis Castanyer i Seda, fundadora de la congregació de les Filipenses Missioneres de l'Ensenyament (n. 1824).[34]
- 1895 - Tarragona: Josep Yxart i de Moragas, crític literari català (n. 1852).[35]
- 1972 - Godella: Josefina Robledo Gallego, guitarrista valenciana (n. 1897).[36]
- 1977 - Figueres: Maria dels Àngels Vayreda i Trullol, escriptora catalana (n. 1910).[37]
- 2004 - Surrey, Anglaterraː Maria Josep Colomer –Pepa Colomer–, primera aviadora de Catalunya i tercera de l'estat. (n. 1913).[38]

Resta del món
- 1312 - Roma, Estats Pontificis: Teobald de Bar, príncep-bisbe del principat de Lieja.
- 1607 - Florència: Maria Maddalena de' Pazzi, noble toscana, religiosa carmelita, mística i escriptora (n. 1566).[39]
- 1693 - París: Madame de La Fayette, escriptora, autora de la primera novel·la històrica francesa, La princesa de Clèves (m. 1693).[40]
- 1899 - 
  - San Pedro del Pinatar, Regió de Múrcia, Espanya: Emilio Castelar y Ripoll, l'últim president de la Primera República Espanyola i l'últim president del consell de Ministres (n. 1832).[41]
  - Thomery (By), França: Rosa Bonheur, artista francesa, animalière (pintora d'animals) i escultora.[42]
- 1918 - Madrid, Espanya: Luis Foglietti Alberola, compositor valencià de sarsuela (n. 1877).[43]
- 1934 - Londres, Anglaterra: Gustav Holst, compositor anglès (n. 1874).[44]
- 1954 - Thai Binh (Vietnam): Robert Capa, fotògraf hongarès (n. 1913).[45]
- 1981 - Sydney, Austràlia: Ruby Payne-Scott, pionera australiana en el camp de la radiofísica solar i la radioastronomia (n. 1912).[46]
- 1984, Erfurt: Grete Reichardt, artista tèxtil i dissenyadora alemanya, alumna de Bauhaus.[47]
- 1988 - Berlín (Alemanya): Ernst Ruska, físic i enginyer, Premi Nobel de Física de l'any 1986 (n. 1906).[48]
- 1993 - Santa Monica, Califòrnia, Estats Units: Dan Seymour, actor estatunidenc.
- 2009 - Nairobi, Kenya Tajudeen Abdul-Raheem, nigerià diputat director de la Campanya del Mil·lenni de les Nacions Unides per Àfrica.
- 2011 - Ciutat de Mèxic: Leonora Carrington, pintora, escultora, escriptora, dramaturga i escenògrafa surrealista (n. 1917).[49]
- 2015 - Nova York, Estats Units: Mary Ellen Mark, fotògrafa americana (n. 1940).[50]
- 2016 - Pequín (Xina): Yang Jiang, dramaturga, escriptora i traductora xinesa, especialment coneguda per la traducció d'obres occidentals com El Quixot (n. 1911).[51]
- 2018 - Barcelona: Carme Peris Lozano, il·lustradora catalana (n. 1941).[52]
- 2020 - 
  - Minneapolis, EUA: George Floyd, ciutadà afroamericà mort per la policia a causa d'una asfixia injustificada (n. 1973).
  - Londres: Edith Aron, escriptora i traductora alemanya, inspiradora de la Maga, de Rayuela (n. 1923).[53]

## Festes i commemoracions
- Festa local de Sagàs, a la comarca del Berguedà
- Dia d'Àfrica
- Dia de l'Orgull Friqui
- Diada nacional georgiana

### Santoral
- Maria Auxiliadora.

#### Església Catòlica
- Sants al Martirologi romà (2011): Beda el Venerable, prevere i Doctor de l'Església; Gregori VII, papa; Maria Magdalena de Pazzi, carmelita; Magdalena Sofia Barat, fundadora de la Societat del Sagrat Cor de Jesús; Urbà I, papa; Cani d'Atella, bisbe màrtir; Dionís de Milà, bisbe; Zenobi de Florència, bisbe; Lleó de Mantenay, abat; Adelelm de Sherborne, bisbe; Gennadi d'Astorga, bisbe; Geri de Rocafort, eremita; Dionisi Ssebuggwawo, màrtir; Pere Doan Van, màrtir; Agustín Caloca Cortes i Cristóbal Magallanes Jara, sacerdots màrtirs; .
  - Beats Gherardo Mecatti, eremita; Giacomo Filippo Bertoni, servita; Mykola Cehelskyj sacerdot màrtir.
- Sant Senci de Blera, eremita màrtir.
- Beat Bartolomeo Magi d'Anghiari, franciscà.
- Venerable Fabrizio Caracciolo, cofundador de l'orde dels Clergues Regulars Menors; serventa de Déu Gertrudis Castanyer i Seda, fundadora de les Filipenses Missioneres de l'Ensenyament.
- Venerats a l'Orde de la Mercè: sants Pere Malasanc i Joan de Granada, màrtirs mercedaris; sant Antoni Caixal, general de l'orde.

#### Església Copta
- 17 Baixans: partida de sant Epifani de Salamina.

#### Església Ortodoxa (segons el calendari julià)
- Se celebren els corresponents al 7 de juny del calendari gregorià.

#### Església Ortodoxa (segons el calendari gregorià)
Corresponen als sants del 12 de maig del calendari julià litúrgic:
- Sants Epifani de Salamina; Germà I de Constantinoble, patriarca; Pancraç de Roma, màrtir; Sabí de Xipre, arquebisbe; Polibi de Xipre, arquebisbe; Dionís de Sant Sergi, arximandrita; Hermògenes de Moscou, patriarca; Joan de Valàquia, màrtir; Teodor de Citera, monjo.

##### Església Ortodoxa de Geòrgia
- Sant Andreu apòstol.

#### Església d'Anglaterra
- Sants Beda el Venerable, erudit i historiador.

#### Església Episcopal dels Estats Units
- Beda el Venerable, prevere.

#### Esglésies luteranes
- Beda, teòleg.